# Armia Tamańska

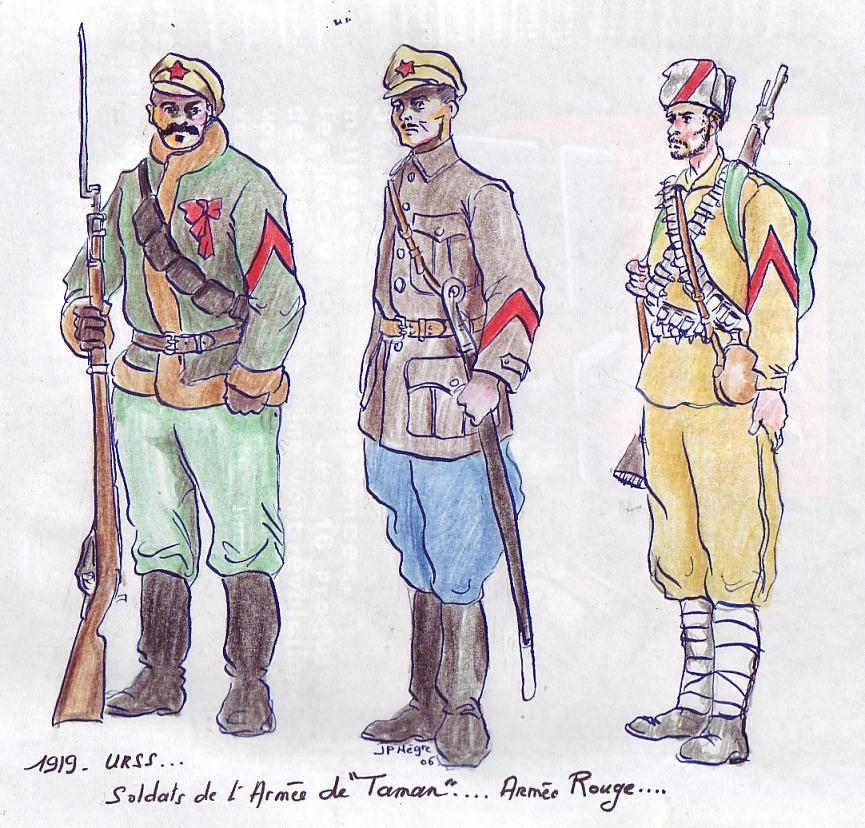
Umundurowanie żołnierzy Armii Tamańskiej

Armia Tamańska – zgrupowanie wojsk czerwonych podczas wojny domowej w Rosji, prowadzące działania zbrojne na Północnym Kaukazie między sierpniem 1918 r. a lutym 1919 r.

## Historia i szlak bojowy

### Marsz z Półwyspu Tamańskiego
16 sierpnia 1918 r. Armia Ochotnicza pod dowództwem gen. Antona Denikina oraz oddziały białych Kozaków kubańskich wkroczyły do Jekaterynodaru. Władze Północnokaukaskiej Republiki Radzieckiej, której stolicą było to miasto od lipca tego roku, wycofały się do Armawiru. Natomiast część sił zbrojnych republiki, licząca 15 tys. żołnierzy operujących na Półwyspie Tamańskim, także przeciwko Kozakom kubańskim, została odcięta od trzonu armii republiki dowodzonej przez Iwana Sorokina oraz pozostałych mniejszych zgrupowań czerwonych. W dniach 16-26 sierpnia oddziały te, naciskane przez białych, odeszły do Noworosyjska, a następnie do Gelendżyku. Tam przyłączyły się do nich zbrojne oddziały robotników z Noworosyjska oraz popierający rewolucję marynarze z zatopionych w czerwcu 1918 r. okrętów Floty Czarnomorskiej. Całe zgrupowanie, liczące ponad 30 tys. żołnierzy i 15 dział, przyjęło nazwę Armii Tamańskiej, zaś jej dowódcą został wybrany Iwan Matwiejew, który dowodził do tej pory pułkiem piechoty złożonym z czerwonych z Ukrainy. Podzieliło się również na trzy kolumny, których dowódcami zostali odpowiednio Jepifan Kowtiuch, Sofonow (dowódca grupy kawalerii) i sam Matwiejew.
27 sierpnia dowódcy zgrupowania podjęli decyzję o przemarszu wybrzeżem Morza Czarnego w kierunku Tuapse, a następnie przez góry do stanicy Biełorieczenskiej i Armawiru, by połączyć się z siłami Sorokina. Marsz odbywał się w skrajnie trudnych warunkach, bez uzupełnień amunicji, żywności i leków. W ślad za wojskiem poruszało się od 20 tys. do 25 tys. uchodźców – przedstawicieli miejscowej ludności niekozackiej (inogorodnych), którzy popierali władzę radziecką i bali się zemsty ze strony ponownie opanowujących region Kozaków kubańskich. Armia Tamańska była z kolei ścigana przez grupę wojsk Armii Ochotniczej pod dowództwem Andrieja Kołosowskiego, której celem było niedopuszczenie do połączenia sił przez Matwiejewa i Sorokina.
Matwiejew zdołał ujść pościgowi Kołosowskiego. 28 sierpnia 1918 r. Armia Tamańska zajęła Archipo-Osipowkę, 1 września wkroczyła do Tuapse, zmuszając do opuszczenia tego miasta połączone siły Kozaków kubańskich i Demokratycznej Republiki Gruzji, które opanowały je w lipcu. 11 września czerwone zgrupowanie przybyło do stanicy Pszechskiej, zaś następnego dnia sforsowała rzekę Biełą i opanowała stanicę Biełorieczenską. W miejscowości Armia Tamańska stoczyła zwycięską bitwę z dywizją białych pod dowództwem Wiktora Pokrowskiego. 16 września Armia Tamańska zajęła stanicę Dondukowską, zaś dzień później połączyła się z głównymi siłami Północnokaukaskiej Republiki Radzieckiej. Jako że Iwan Sorokin nie spodziewał się nadejścia wojsk walczących po tej samej stronie, jego oddziały w pierwszej chwili ostrzelały zbliżające się kolumny Armii Tamańskiej i zniszczyły most na Łabie, opóźniając moment połączenia się.

### Konflikt Matwiejewa z Sorokinem
Połączenie się z Armią Tamańską umożliwiło Sorokinowi chwilowe podniesienie swojego autorytetu, nadwątlonego po wcześniejszej serii klęsk. 26 września 1918 r. Armia Tamańska odbiła z rąk białych Armawir, który czerwoni stracili osiem dni wcześniej. Dwa dni później Sorokin wyparł białe zgrupowanie gen. Borowskiego z Niewinnomysskiej. Krótko potem między Sorokinem a dowódcą Armii Tamańskiej doszło do sporu o dalszy kierunek działań. Obaj byli zgodni, iż siły czerwonych na Północnym Kaukazie (od 3 października przemianowane na 11 Armię) winny połączyć się z 10 Armią walczącą pod Carycynem. Matwiejew sugerował koncentrację sił w kierunku stanicy Kawkazskiej, a następnie marsz na północny zachód w kierunku Jekaterynodaru lub wzdłuż tichorieckiej linii kolejowej. Sorokin przeforsował jednak bardzo ryzykowny plan uderzenia na północny wschód, z perspektywą rozstrzygającej bitwy w rejonie Stawropola, i równoczesnego marszu na Mozdok. Matwiejew odmówił wykonywania rozkazów Sorokina, który 7 października 1918 r. nakazał go rozstrzelać za niesubordynację, przekonując do poparcia tego kroku północnokaukaską radę rewolucyjno-wojskową. Decyzja ta wywołała wściekłość w szeregach Armii Tamańskiej. W związku z tym północnokaukaska rada rewolucyjno-wojskowa przestała popierać Sorokina i ogłosiła jego aresztowanie. Dowiedziawszy się o tym, dowódca sam uwięził czterech czołowych członków rady i 21 października nakazał rozstrzelać również ich. 27 października bolszewicy ogłosili go zdrajcą wyjętym spod prawa.

### Bitwa o Stawropol. Rozbicie Armii Tamańskiej
W miejsce rozstrzelanego Matwiejewa dowództwo Armii Tamańskiej objął Jepifan Kowtiuch, który zgodnie z rozkazem Sorokina poprowadził jej oddziały – wspólnie z innymi formacjami czerwonych – do ataku na zajęty przez białych Stawropol. Bitwa o miasto rozpoczęła się 23 października, 29 października Armia Tamańska w nocnej bitwie pokonała broniące miasta siły Michaiła Drozdowskiego i następnego dnia wkroczyła do Stawropola. 2 listopada w mieście żołnierze Armii Tamańskiej odnaleźli w mieście, a następnie bez sądu zastrzelili Sorokina. Kowtiuch oczekiwał dalszych rozkazów, które nie nadeszły, gdyż wskutek niesubordynacji Sorokina, a następnie wyjęcia go spod prawa dowodzenie 11 Armią faktycznie się załamało. Umożliwiło to białym przegrupowanie sił – Anton Denikin skierował pod komendę Drozdowskiego dodatkowe oddziały. 11 listopada biali otoczyli Stawropol. Armia Tamańska zdołała wyrwać się z okrążenia, 14 listopada opuszczając miasto. W ciągu kolejnych sześciu dni zarówno Armia Tamańska, jak i pozostałe zgrupowania wchodzące w skład 11 Armii, wycofując się nad Terek, poniosły kolejne niepowodzenia, w dodatku w oddziałach obu walczących stron wybuchły epidemie. Do końca listopada 1918 r. Armia Tamańska faktycznie straciła zdolność bojową i nigdy jej nie odzyskała. W lutym 1919 r. ostatnie ocalałe oddziały czerwonych z Północnego Kaukazu wycofały się w kierunku Astrachania.
3 grudnia 1918 r. Armia Tamańska za bohaterstwo okazane podczas swojego marszu została nagrodzona przez Wszechrosyjski Centralny Komitet Wykonawczy honorowym Czerwonym Sztandarem.

## W literaturze
Marsz Armii Tamańskiej został opisany przez Aleksandra Sierafimowicza w powieści Żelazny potok, o działaniach zgrupowania jest również mowa w powieści Aleksieja Tołstoja Droga przez mękę.